# Керимов, Сабит Гахраман оглы
 Сабит Гахраман оглы Керимов  (азерб. Sabit Qəhrəman oğlu Kərimov; 10 апреля 1940, Ордубад, Нахичеванская АССР — 16 июня 2013) — азербайджанский учёный, доктор технических наук (1987), профессор (1989), член-корреспондент НАНА (2001).

## Биография
Сабит Керимов родился 10 апреля 1940 года в городе Ордубад Нахичеванской АССР Азербайджанской ССР. В 1961 году окончил факультет автоматизации производственных процессов Азербайджанского института нефти и химии. В 1967 году окончил аспирантуру Московского энергетического института. В 1968 году начал научно-педагогическую деятельность в должности ассистента кафедры «Вычислительные машины и программирование» Азербайджанского института нефти и химии. В 1968 году получил научную степень кандидата технических наук. В 1987 году защитил докторскую и получил научную степень доктора технических наук, в 1989 году присвоено ученое звание профессора.
В 2001 году Сабит Керимов был избран член-корреспондентом НАН Азербайджана.
1. Количество опубликованных научных работ, учебников, учебных и методических пособий: 200
2. Количество научных работ опубликованных за рубежом: 62
3. Количество монографий: 5
4. Количество учебников: 5
5. Количество учебных и методических пособий: 25

С 1989 года до 2013 года являлся заведующим кафедрой «Компьютерные технологии и программирование» Азербайджанской государственной нефтяной академии.

## Научная деятельность
Основным направлением научной деятельности С. Керимова является создание и применение информационных и экспертных систем. С 1967 по 1989 год научная деятельность связана с разработкой систем управления и автоматизации в химической, нефтехимической и нефтеперерабатывающей промышленности. С 1990 года занимается научно-исследовательской деятельностью в области создания и применения информационных и экспертных систем в различных областях.
Основные научные достижения:
- Разработка информационно-поисковой системы по химии и химической технологии (1967—1975).
- Разработка автоматизированной информационной системы и системы управления для региональной нефтеперерабатывающей и нефтехимической промышленности (1975—1988).
- Разработка автоматизированных информационных и управляющих систем для производственных предприятий (1985—1990).
- Разработка экспертных систем по медицинской диагностике (1994—2001).
- Разработка англо-русско-азербайджанско-турецкого толкового терминологического словаря по информатике (1991—1998), aнгло-русско-азербайджанского толкового словаря по информационно-коммуникационным технологиям (2010-2012).
- Разработка интеллектуальных информационных систем по экологии и транспортной логистике (2002-2009).
- Создание интеллектуальной информационно-поисковой системы на основе онтологии (2006-2011).

## Наименование основных научных работ
- Метаданные в информационных системах. «Информационные технологии», Москва, №3, 2003
- Интеллектуальный поиск информации, основанный на онтологии. «Информационные технологии», Москва, №11, 2004
- Об интеграции онтологии и тезауруса. Известия НАН Азербайджана, том XXV, Информатика и проблемы управления, №2, 2005
- Информационные системы (монография). Bakı: Elm, 2008.
- О модели онтологии предметной области, модели информационного поиска и коррекции запросов. "Информационные  технологии", Москва, №4, 2009
- Организация экологического мониторинга с применением интеллектуальной информационной системы. "Системы управления и информационные технологии", Москва- Воронеж, №1, 2010
- Organization Information Retrieval in the Database and Knowledge Base on Intellectual Information System on Ecology. Applied and computational mathematics. An International Journal. Vol.9, №, 2010
- Репозитории в информационных системах и программном обеспечении. "Информационные технологии", Москва, №3, 2012, с 43-48

## Почётные звания и медали
- Заслуженный учитель Азербайджана (2009)
- Медаль «Прогресс» (2010)